# Рухомий такелаж
1. Грота-шкот
2. Стаксель-шкот
3. Відтяжка гіка
4. Галс
5. Стаксель-фал

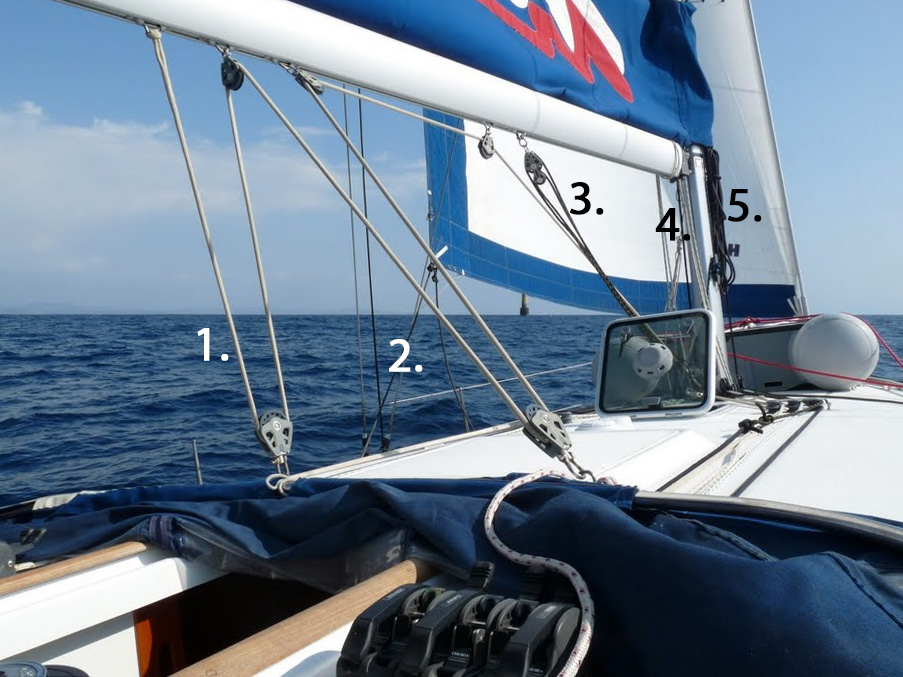
Рухомий такелаж вітрильної яхти:

Рухомий такелаж, біжучий такелаж (нід. takelage від takel — «оснастка») — троси і ланцюги, призначені для підйому вантажів і різних сигналів, підйому, опускання і зміни напрямку окремих частин рангоуту відносно діаметральної площини судна, прибирання та постановки вітрил. У свою чергу, рухомий такелаж поділяється на рухомий такелаж рангоуту і рухомий такелаж вітрил.

## Загальний опис
Рухомим такелажем називаються всі рухомі снасті, за допомогою яких проводяться роботи, пов'язані з тягою, вибиранням і травленням. На відміну від тросів для стоячого такелажу, троси для рухомого не клетнюють і не тирують. Снасть рухомого такелажу складається зі шкентеля — короткого відрізка троса, одним кінцем прикріпленого до рангоутного дерева або вітрила, а на другому спорядженому блоком, через шків якого проводять лопар талів. Корінний кінець лопаря кріпиться римі чи на обусі (закріпленому на палубі, борті, рангоуті), ходовий кінець — на качці чи кофель-планці.

## Рухомий такелаж рангоуту

Дирик-фал

Рухомий такелаж рангоуту служить для переміщення рухомих частин рангоуту з неробочого положення в робоче. До нього належать фали рангоуту, браси, шкоти рангоуту (наприклад, гіка-шкот), топенанти, еринс-бакштаги. Шкентелі цих снастей кріпляться до обушків бугелів, розташованих частіше за все на ноках і топах.

### Фали
Фали рухомих рей тягнуть самогальмівними ручними лебідками або безпосередньо гінями.

### Браси

Браси

Браси нижніх рей і нижніх марса-рей зазвичай складаються з коротких шкентелів з одношківними блоками і талів, ходовий кінець яких йде до брасової лебідки, корінний — до кофель-планки.

### Шкоти

Гіка-шкот

Шкоти гіка бізані заводять попарно між одно- і двошківними блоками або між двома двошківними блоками залежно від розмірів гіка.

### Топенанти

Гіка-топенант

Топенанти верхніх піднімних рей робляться глухими, тобто закріплюються постійно. При опущеній вниз реї вони беруть на себе частину її ваги, а при піднятій — вільно провисають. Топенанти нижніх, нерухомих рей заведені шкентель-топенантом за нок реї і пропущені через відвідний блок біля топа щогли до топенант-талів, на кофель-планку, розташовану поблизу щогли. Бізань-гіка-топенанти (верхні, нижні і середні) служать для фіксації заданого похилого або горизонтального положення рангоуту. Їх виготовляють із сталевого півжорсткого троса з ланцюговими стропками на кінцях для регулювання довжини топенанта і проводять від топа стеньги до ноків гафелів і гіка.

### Еринс-бакштаги
Еринс-бакштаги (снасті, якими утримується за нок гафель, коли трисельна бізань прибрана) заводяться довгими шкентелями і закінчуються талями, розташованими між одно- і двошківними блоками.

## Рухомий такелаж вітрил
Рухомий такелаж вітрил призначений для роботи безпосередньо з вітрилами і управління ними. На великих вітрильниках виготовляється з рослинних, синтетичних тросів і особливо гнучких сталевих тросів малого діаметра. Кріплення снастей до вітрил здійснюється через закріплені на них кренгельси. До рухомого такелажу вітрил належать: фали вітрил, нірали, шкоти і контра-шкоти вітрил, галси, буліні, гордені та гітови.

### Фали
Фали кліверів і стакселів виготовляють з гнучкого троса. Фали кріпляться скобою до фалового кута вітрила, проводяться паралельно штагам вгору до відвідного блока і вниз до горденя, виведеним до борту біля кофель-планки. Кріпляться поперемінно з правого і лівого бортів, починаючи з бом-клівера. З появою синтетичних вітрил їх такелаж виготовляється також з синтетичних тросів.
Фали трисельних вітрил, які прибираються до щогли з глухо закріпленими гафелями, проводять від нок-бензельного кута до блока біля п'яти гафеля і вниз до кофель-планки біля щогли.

### Нірали
Нірали, якими прибирають косі вітрила (протистоять фалам), виготовляють з рослинного або синтетичного троса. Кріпляться корінним кінцем до фалового кута вітрила і пропускаються через два-три баранці чи «біготки» (точені дерев'яні колодки, призначені для відводу снастей), закріплені на штагу біля раксів, виводяться паралельно штагу до щогли на палубу.
Нірали вітрил бушприта виводять до спеціальної кофель-планки на чотири нагелі біля шпора бушприта.
Нірали трисельних вітрил проводяться по гафелях до ноків і блоків аналогічно фалам, але з протилежного боку гафеля. З їх допомогою прибирають нок-бензельний кут вітрила до щогли.

### Шкоти
Шкоти нижніх вітрил (фоків і гротів) великих сучасних вітрильних суден виготовляються з гнучкого сталевого троса і кріпляться корінним кінцем до шкотового кутка вітрила, далі через шків-гат — до ручного палубного шпиля для обтягування та кріплення на кнехти.
Шкоти нижніх марселів, брамселів і бом-брамселя виробляють зі сталевого гнучкого троса, іноді в окремі ділянки шкотів вставляють такелажні ланцюги і оснащують талями.
Шкоти верхніх марселів і брамселів зазвичай роблять глухими, шкотові кути вітрила кріплять спеціальними стропками і скобами кріплять до нижчерозташованої реї.
Шкоти кліверів і стакселів — парні, по одному на кожен борт. На великих суднах з вітрилами великої площі до шкотового кута кріплять спочатку шкентелі з грушоподібними шкот-блоками, через який проводять звичайний гордень, закріпивши його корінний кінець за обух в палубі або в фальшборті, а ходовий — за нагель на кофель-планці.

### Галси
Галси нижніх вітрил повинні утримувати в потрібному положенні навітряний кут вітрила і шкаторину в натягнутому вигляді. Вони виготовляються з гнучкого сталевого троса з вплетеним, для зручності роботи руками, в ходовий кінець рослинним тросом. Корінний кінець галса кріпиться скобою до нижніх кутів вітрила разом зі шкотом. Ходовий кінець пропускають через каніфас-блок на палубу і направляють до шпиля або на кнехти.
Нижні кути фока і гротів, які мають з кожного борту по одному галсу і шкоту, поперемінно виконують функції галсового або шкотовий кута в залежності від того, яким галсом щодо вітру йде судно.
Галси кліверів і стакселів виконують глухими у вигляді коротких стропок, заведених від галсового кута вітрила до обуха штага.

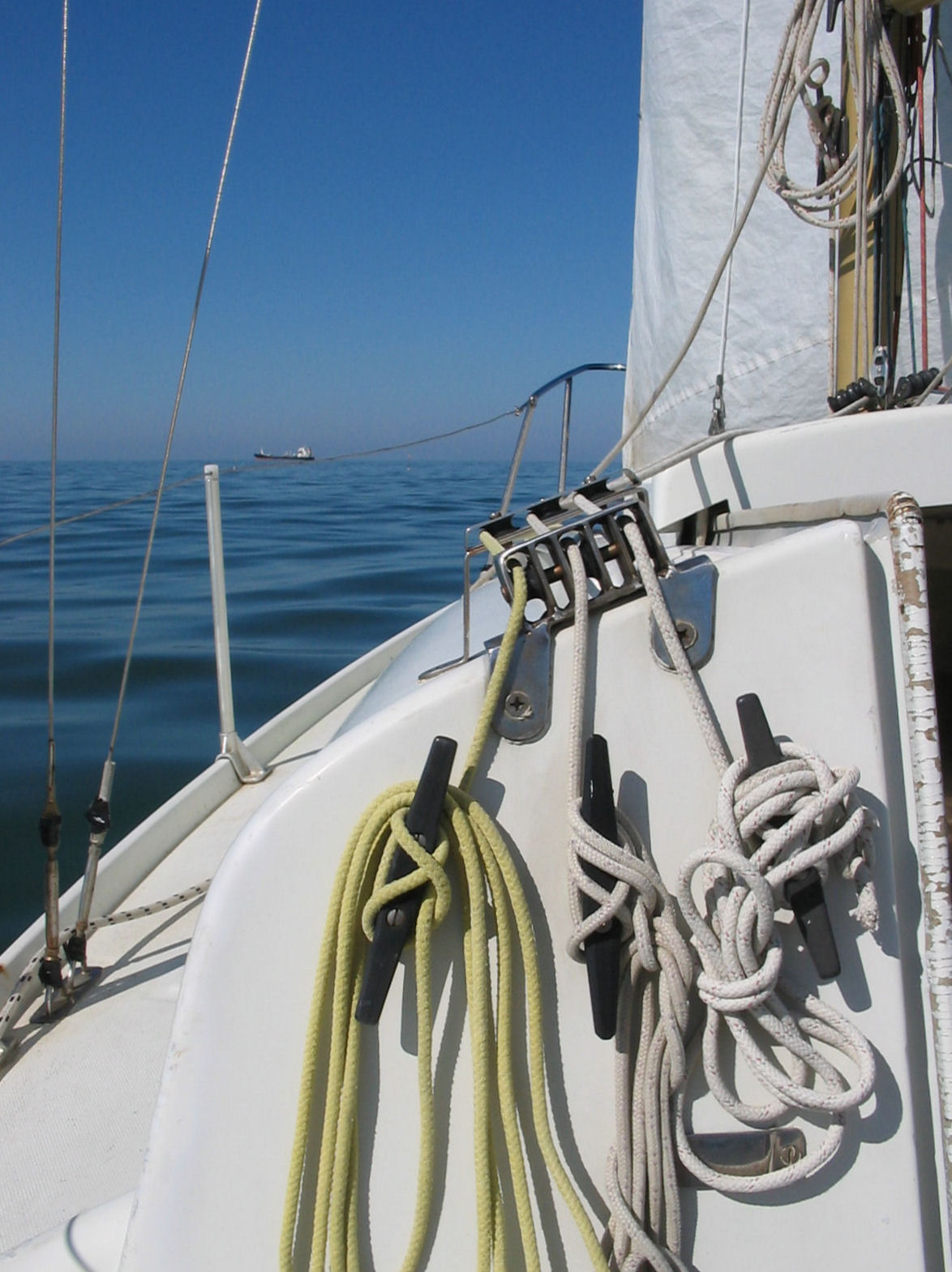
Ходові кінці снастей рухомого такелажу на качках.

### Гордені
Гордені прямих вітрил виробляють з гнучких сталевих, або рослинних тросів. Нок-гордени підтягують бічну шкаторину до реї при збиранні вітрила. Бик-гордени підбирають при збиранні вітрила до рея. Вони діляться на кожній половині вітрила на внутрішні, середні та зовнішні і закріплюються корінними кінцями за кренгельси нижніх шкоторин. Їх ходові кінці через гордень-блоки направлені до марса і далі до бортових кофель-планок.

### Гітови
Гітови вітрил (нижнього марселя, нижнього брамселя і бом-брамселя) підтягують шкотові кути вітрил до ноків рей.
У верхнього марселя і верхнього брамселя шкоти закріплюються наглухо. Тому тут гітови замінені ніралами і кріпляться корінними кінцями за обух нок-бугеля нижчерозташованої реї. При збиранні вітрила і спусканні реї, рухомої в даному випадку, на штатне місце ці рей-нірали дозволяють осаджувати рею донизу.